# Psilotreta illuan
Psilotreta illuan är en nattsländeart som beskrevs av Malicky 1989. Psilotreta illuan ingår i släktet Psilotreta och familjen böjrörsnattsländor. Inga underarter finns listade i Catalogue of Life.